# Aloha Wanderwell
Aloha Wanderwell (13 de outubro de 1906, Winnipeg, Manitoba, Canadá - 4 de junho de 1996), nascida Idris Galcia Welsh e posteriormente Idris Galcia Hall, foi uma exploradora, autora, cineasta documentarista, aviadora e automobilista canadense, referida por alguns historiadores como a versão feminina de Indiana Jones. Aos 16 anos, tornou-se na primeira mulher piloto a circunavegar o globo num Ford 1918 Modelo T, durante um período de cinco anos (1922–1927). Durante a sua vida, percorreu cerca de 500.000 milhas por 80 países.

## Biografia

### Primeiros Anos
Idris Galcia Welsh nasceu a 13 de outubro de 1906, em Winnipeg, Manitoba, filha de Margaret Jane Hedley e Robert Welsh. Três anos depois, quando sua mãe se casou com Herbert Hall, um abastado investidor e rancheiro da Ilha de Vancouver, foi perfilhada pelo padrasto, passando a utilizar o nome Idris Galcia Hall e a viver entre Parksville e Duncan, na Colúmbia Britânica.
Em 1914, no início da Primeira Guerra Mundial, o seu padrasto ingressou na Força Expedicionária Canadense e após chegar à Inglaterra foi transferido para o Exército Britânico, tendo sido nomeado tenente da Infantaria Ligeira de Durham. Durante esse período, Idris, a sua irmã Margaret Verner "Miki" Hall e sua mãe, seguiram-no pela Europa, onde viajaram pela Inglaterra, Bélgica e França. Durante a sua estadia na Europa, Idris frequentou os internatos Benedictine Soeurs du Saint-Sacrement em Courtrai, Bélgica, e Chateau Neuf em Nice, França. Em junho de 1917, Herbert Hall foi morto em combate em Ypres, Bélgica.

### Carreira
Com apenas 16 anos, Idris começou a sua carreira de aventureira e exploradora em Paris, quando, em 1922, respondeu ao anúncio “Brains, Beauty & Breeches – World Tour Offer For Lucky Young Woman… Wanted to join an expedition!” que procurava jovens destemidas para realizar uma expedição à volta do mundo ao lado do controverso e popular automobilista polaco Walter “Cap” Wanderwell (nascido Valerian Johannes Pieczynski). Em 1921, Walter Wanderwell ficara conhecido pela sua participação na Million Dollar Wager, uma corrida de resistência à volta do mundo entre duas equipas que competiam com carros modelo T da Ford. Figura polêmica, havia também sido preso nos Estados Unidos durante a Primeira Guerra Mundial sob suspeita de ser espião alemão, mas foi libertado em 1918. Possuindo conhecimentos sobre mecânica, Idris Hall conseguiu o cargo, partindo para África, onde conduziu pela primeira vez um Ford Model-T.
Durante as suas viagens, Idris Hall trabalhou como tradutora, motorista e documentarista, aprendeu a pilotar aviões e automóveis, assumiu o nome artístico “Aloha Wanderwell” e iniciou uma relação amorosa com Walter, embora ele fosse casado na época. O casal, sob a alçada das Expedições Wanderwell, teve inúmeras aventuras e peripécias que documentaram em vários filmes. Os documentários, registados em nitrato de 35 mm e filme de 16 mm, estão guardados atualmente nos arquivos da Biblioteca do Congresso e da Academia de Artes e Ciências Cinematográficas. Durante esse período, Aloha se apresentou como oradora no palco, dando palestras sobre as viagens que realizava, tendo como pano de fundo o filme mudo Car and Camera Around the World.

#### A Expedição Wanderwell
Durante as suas viagens por África, de 1926 a 1928, quando não tinham combustível, utilizaram materiais não convencionais como querosene, água, bananas esmagadas e até gordura de elefante. Na Índia, por diversas ocasiões tiveram que rebocar o seu carro Ford, devido às monções e ao piso enlameado, assim como na China, em 1924, durante a guerra civil, devido à falta de combustível, utilizaram trabalhadores chineses para empurar o carro durante 80 milhas (cerca de 129 km).
Durante uma das suas expedições no Brasil, Aloha Wanderwell viveu entre os Bororos, realizando a primeira documentação cinematográfica do povo indígena, e em 1924, em Calcutá, cruzou-se com aviões que realizavam a primeira circunavegação aérea, conseguindo documentar o evento.
A tour global incluiu 43 países. O autor Stookie Allen afirma que durante esse período, Aloha Wanderwell cortou o cabelo e lutou como membro da Legião Estrangeira Francesa.

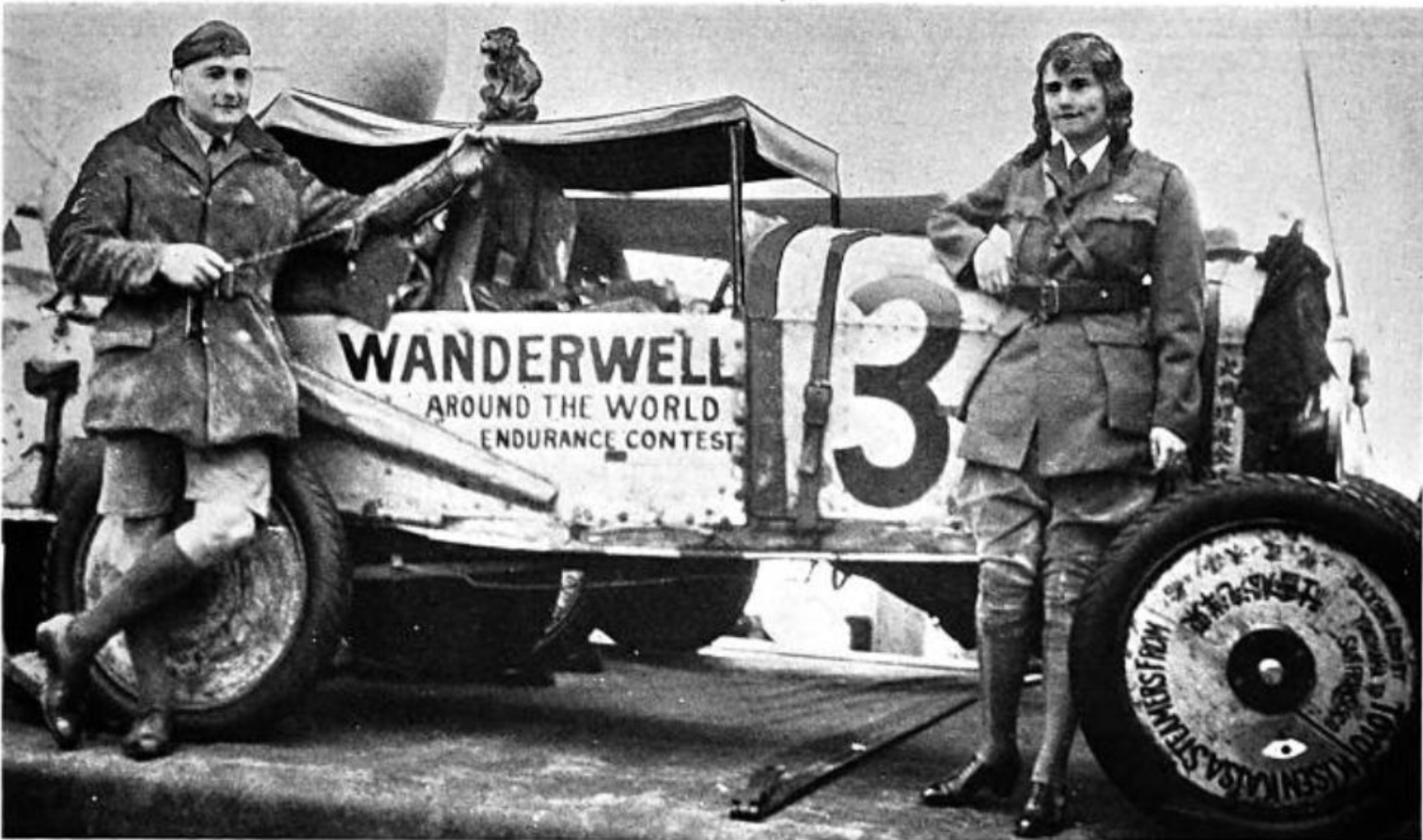
Walter e Aloha Wanderwell com o seu automóvel Ford em uma publicação de 1925

#### "Primeira mulher a dirigir ao redor do mundo", 1922–1927
Aloha Wanderwell se tornou a primeira mulher a dirigir ao redor do mundo, começando e terminando a sua jornada em Nice, França, entre 29 de dezembro de 1922 e janeiro de 1927. Até então o título pertencia a Harriet White Fisher, considerada a primeira mulher a circunavegar o mundo num automóvel, entre 1909 e 1910, contudo ela usava motorista e não conduzia.
Parcialmente patrocinada pela Ford Motor Company, a viagem à volta do mundo também se sustentou financeiramente através das filmagens e palestras de viagens que realizava, desde África, passando pelo Médio Oriente até à Ásia.

#### Encontro com o povo Bororo, Brasil
Em 1930 e 1931, Aloha Wanderwell aprendeu a pilotar um hidroavião alemão, "Junker", que mais tarde pousaria numa parte desconhecida do Rio Amazonas quando os Wanderwells viajaram para o estado de Mato Grosso, no Brasil, onde montaram acampamento na Fazenda Descalvados em Cuiabá e ostensivamente procuravam pelo explorador perdido Coronel Percival Harrison Fawcett, que desaparecera em busca da lendária Cidade Perdida de Z em 1925.
A bordo do hidroavião, fizeram várias expedições. Uma vez, ao ficarem sem combustível, realizaram uma amaragem no rio Paraguai e receberam ajuda do povo Bororo. O operador de câmara da Wanderwall Expeditions filmou uma dança cerimonial, uma encenação de primeiro contato com os moradores de Boboré, e homens Bororo a simular dolorosas dores de parto. O filme mudo de 32 minutos, chamado Last of the Bororos, está preservado nos Arquivos de Filmes de Estudos Humanos da Smithsonian Institution e inclui o encontro de Aloha Wanderwell com o explorador brasileiro Cândido Rondon.

### Casamento com Walter Wanderwell
Chegando aos Estados Unidos em 1925, Aloha casou-se com Walter Wanderwell a 7 de abril, em Riverside, Califórnia. O seu matrimónio impediu o FBI de prender Walter Wanderwell sob a Lei Mann, uma lei que proíbia o transporte de mulheres através das fronteiras estaduais para "fins imorais".
Fruto do seu casamento, Aloha deu à luz uma filha, Valri, em dezembro de 1925 e um filho, Nile, em abril de 1927.
Após as suas viagens, em 1929, os Wanderwell retornaram aos Estados Unidos onde moravam em Miami e doaram um dos seus Modelo T, conhecido como Little Lizzie, para Henry Ford antes da exibição do filme Car and Camera Around the World. Em 1942, Henry Ford decidiu que Little Lizzie e 50 outros automóveis seriam desmantelados para o esforço de guerra.

### Assassinato de Walter Wanderwell
No final de 1932, o casal Wanderwell comprou um iate, o Carma, de 110 pés, com a intenção de documentar em filme a sua viagem aos Mares do Sul.
A 5 de dezembro de 1932, um dia antes do embarque, Walter Wanderwell foi assassinado a bordo do iate, enquanto este estava no porto perto de Long Beach, Califórnia. William James Guy, membro da expedição de 1931 à América do Sul, que havia tentado criar um motim numa viagem anterior, foi julgado pelo crime. Guy tinha um álibi e foi absolvido pelo júri e pelo juiz Kenny. Outro homem, Edward Eugene Fernando Montague, foi brevemente considerado suspeito, mas nunca foi acusado.

### Vida posterior
Em 1933, um ano após o assassinato do seu marido, Aloha Wanderwell casou-se com Walter Baker, no estado de Luisiana, e continuou as suas viagens, visitando mais de 80 países e seis continentes, dirigindo mais de 800.000 quilómetros em veículos Ford. Os seus últimos filmes incluem To See the World by Car (1935–37), India Now, e Explorers of the Purple Sage, em Technicolor, que contém a única filmagem conhecida de Desert Dust, o famoso cavalo selvagem palomino.
Aloha continuou a dar palestras e, durante esse período, escreveu um relato autobiográfico de suas viagens, Call to Adventure!, publicado em 1939 e republicado em 2012.
O casal se estabeleceu em Cincinnati, Ohio, onde Aloha trabalhou na rádio (WLW Radio) e no jornalismo impresso. Em 1947, ela e Baker mudaram-se para a comunidade de Lido Isle, em Newport Beach, Califórnia. Aloha fez sua apresentação final para 150 familiares e convidados, com o Dr. Pete Lee, curador do Museu de História Natural de Los Angeles em 1982. Ela morreu em 4 de junho de 1996.

## Obras

### Filmografia
- Australia Now
- Cape to Cairo
- Car and Camera Around the World
- Explorers of the Purple Sage
- Flight to the Stone Age
- India Now
- Last of the Borobos
- Magic of Mexico
- My Hawaii
- River of Death
- To See the World by Car
- Victory in the Pacific

### Literatura
- Call to Adventure!